# Carl Melchers
Anton Friedrich Carl Melchers (* 30. Oktober 1781 in Varel; † 5. März 1854 in Bremen) war ein deutscher Kaufmann, Reeder und Mitgründer der Firma Focke & Melchers.

## Biografie

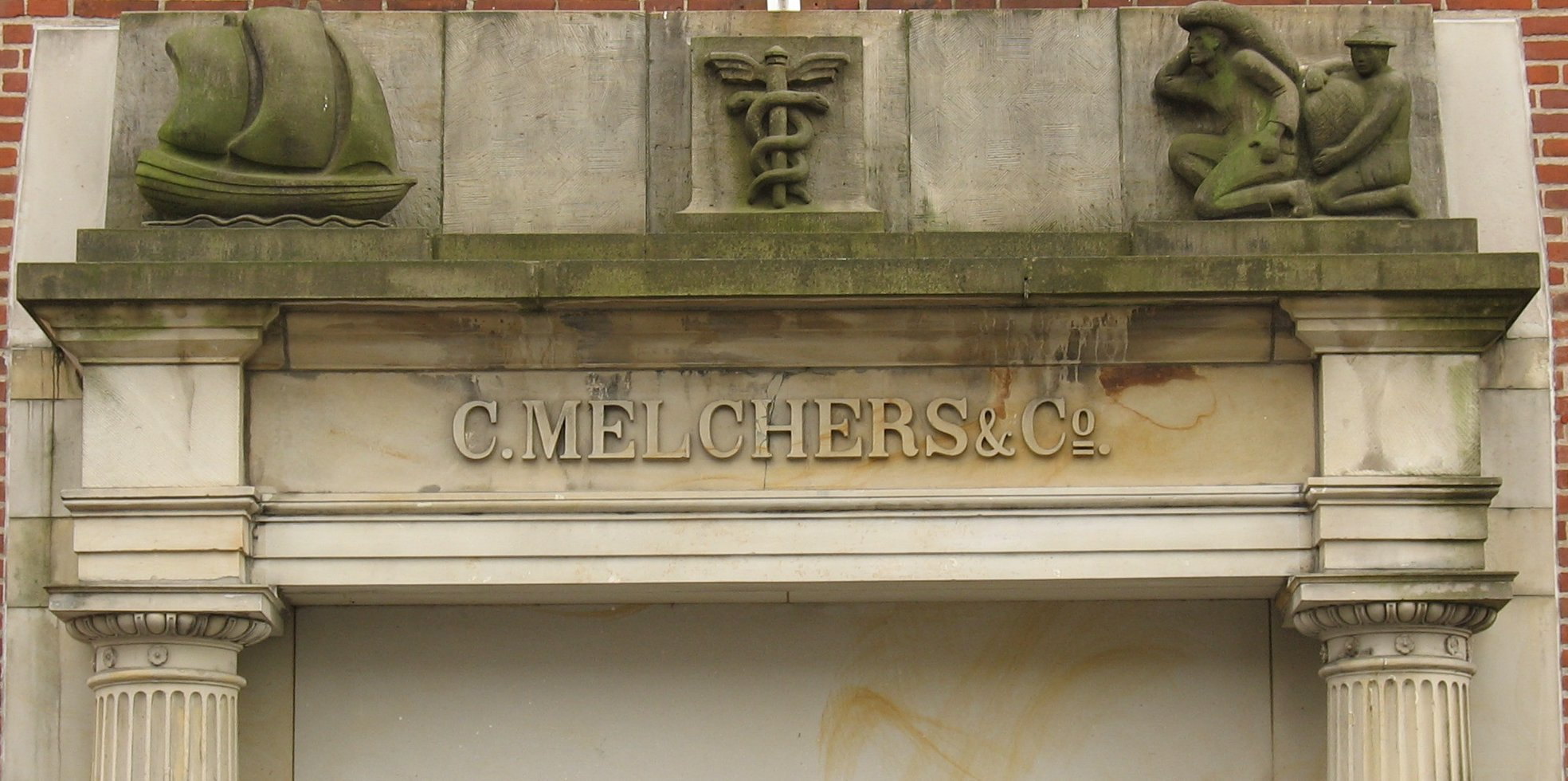
Portal des Hauptgebäudes an der Schlachte (Bremen)

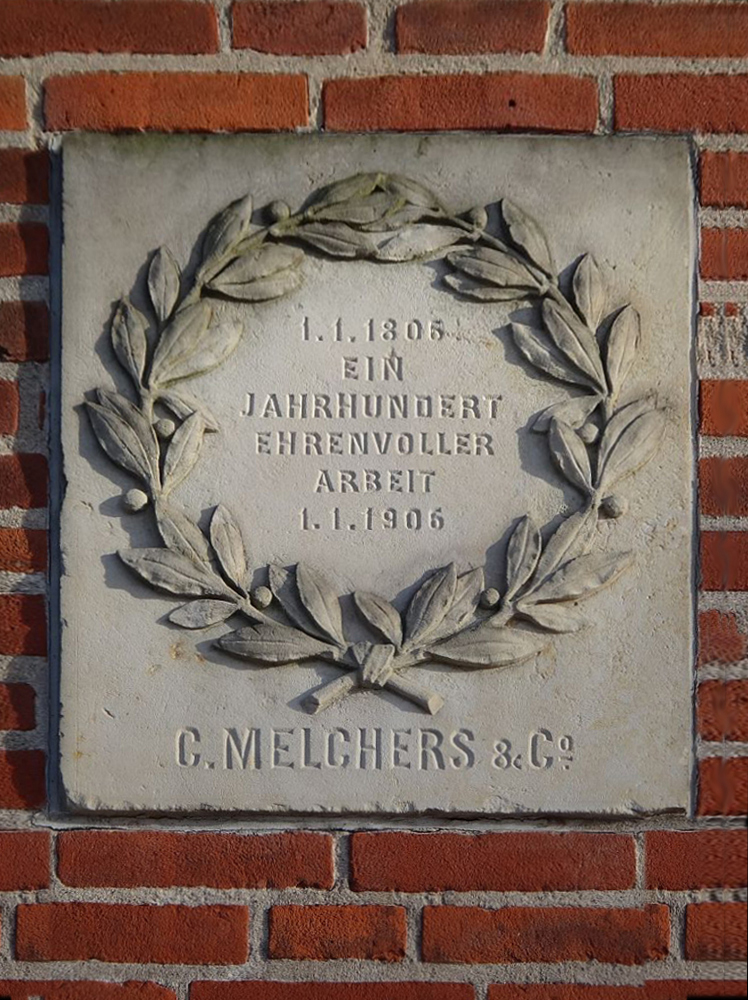
Gedenktafel Schlachte 39–40

Melchers war der Sohn des Vareler Landwirtes Wolfgang Laurentz Melchers (1740–1825) und Wilhelmine Melchers, die beide mehrere Kinder hatten. Er trat um 1800 in das Handelskontor Johann Friedrich Abeggs ein. 1806 gründete er mit Carl Focke die Firma Focke & Melchers, zunächst als Kolonialgroßhandlung und Schnupftabakfabrik, dann als Segelschiffreederei und Handelshaus. Schwerpunkte lagen bei Auswanderern in die USA und dem Transport von Waren aus Kuba, Mexiko und den USA. Die wachsende Reederei hieß unter seiner Führung ab 1814 C. Melchers & Co. und betrieb über 30 Schiffe zwischen den Häfen Europas, Amerikas und in den pazifischen Gewässern und war dann auch im Walöl-, Woll- und Tabakhandel tätig.
Die drei Melchers-Brüder Heinrich (1822–1893), Georg (1827–1907) und Gustav (1830–1902) gründeten zwischen 1846 und 1853 eine Niederlassung in Mazatlán in Mexiko.
Melchers hatte neun Kinder. Der älteste Sohn Laurenz Heinrich Carl Melchers übernahm 1854 die Leitung der Firma Melchers und weitete das Geschäft aus. Die Firma besteht bis heute (2022).
Die Melchersstraße in Bremen-Schwachhausen wurde nach der Familie und dem Unternehmen benannt.